# Poarta Albă
Poarta Albă é uma comuna romena localizada no distrito de Constanţa, na região de Dobruja. A comuna possui uma área de 68.23 km² e sua população era de 4756 habitantes segundo o censo de 2007.